# Roxy Roker
Roxy Roker (Frances Callier) es la dura guardaespaldas de Hannah Montana en la serie de Disney Channel, Hannah Montana.

## Trabajo
Ella es una ex-marine de los EE. UU., que es conocida por intentar de mantener a Hannah Montana lejos de los fans. Ella también tiene muchos "movimientos" de lucha que usa para proteger a Miley, o movimientos de animales, como los de un "puma". En el episodio "Take This Job and Love It!", Roxy, temporalmente, dejar su trabajo como guardaespaldas de Hannah después de una pelea, y tuvo una oferta de trabajo con el presidente Martinez (de Cory en la Casa Blanca). No volvió a aparecer para las temporada 3 y 4.

## Frases exóticas
En su trabajo como guarda espaldas, Roxy dice frases a las personas que quieren ver a Hannah Montana, como:
- "Recuerda esto: Roxy es un "Puma"", cuando intenta atacar a alguien.
- "No te pierdo de vista", cuando intimida a alguien.
- "Tengo mis ojos en ti".
- "Soy antibalas, soy Roxy!".

- Datos: Q6112983

8